# Mollau
Mollau é uma comuna francesa na região administrativa de Grande Leste, no departamento Alto Reno. Estende-se por uma área de 8,82 km². Em 2010 a comuna tinha 354 habitantes (densidade: 40,1 hab./km²).